# Memorial dos Povos Indígenas
O Memorial dos Povos Indígenas (MPI) é um museu, centro cultural e instituição de pesquisa brasileiro, dedicado à cultura indígena brasileira. Fica localizado em Brasília, na Zona Cívico-Administrativa do Eixo Monumental, entre o Memorial JK e a Praça do Buriti, em frente a Câmara Legislativa do Distrito Federal.
Foi idealizado pelos antropólogos Berta Gleizer Ribeiro e Darcy Ribeiro e teve seu projeto feito pelo arquiteto Oscar Niemeyer e terminado de ser construído em 1987. Após ter o prédio transformado em Museu de Arte Moderna antes de abrir em 1987, por muitos anos esteve fechado, mas em 1999 restabeleceu suas atividades.

## História

Niemeyer fez o projeto do Memorial.

O prédio destinado ao Memorial dos Povos Indígenas foi construído em 1987, tendo sido financiado pela Fundação Banco do Brasil, em um terreno doado pela Terracap no Eixo Monumental. Seu projeto, feito por Oscar Niemeyer, foi inspirado na arquitetura das malocas redondas coletivas, as yano, dos índios Yanomami.
Entretanto, a luta pela sua existência começou já nesta época. Ao término da construção do prédio, em 1987, o então governador do Distrito Federal, José Aparecido de Oliveira, mudou a finalidade inicial do espaço e passou a destiná-lo a um Museu de Arte Moderna de Brasília; e não mais o Memorial dos Povos Indígenas  Houve uma forte reação por parte das comunidades indígenas, resultando em manifestações para o retorno da função inicial do MPI.

### Luta pelo espaço
O prédio acabou por ser desativado e passou a ser disputado por diversos órgãos. Líderes parlamentares chegaram a reivindicar que o espaço fosse cedido para funcionar como sede da Câmara Legislativa do Distrito Federal. Essa hipótese foi descartada pela então diretora do Departamento de Arquitetura da SDU (Secretaria de Desenvolvimento Urbano), Eliane Rangel, conforme se pode constatar em matéria publicada pelo Correio Braziliense em 16 de outubro de 1990. Ela argumentou que o tamanho do museu não seria suficiente para abrigar 24 gabinetes, além de ser impossível colocar as salas em um declive.
Em 1990, o presidente Fernando Collor de Mello, retoma a ideia do governador José Aparecido, e inaugura o espaço como Museu de Arte Moderna de Brasília que recebeu a mostra do artista venezuelano Armando Reverón com a presença do então presidente da Venezuela, Carlos Andrés Peres na cerimônia de abertura. 
Logo em seguida, uma forte chuva atingiu o prédio e provocou goteiras que colocaram em risco a integridade das obras, assim o espaço acabou por fechar as portas. Em fevereiro de 1992. Fernando Collor anunciou que o espaço passaria a abrigar o Museu de Arte Contemporânea do Brasil, porém, essa instituição não chegou a sair do papel. O prédio acabou por ser reinaugurado em 29 de dezembro de 1994 como um museu que carregava a memória candanga, o Museu de Brasília. Este Museu funcionou durante três meses como um braço do Instituto Histórico e Geográfico do Distrito Federal até que o projeto foi encerrado desativando novamente o prédio.
Durante todo esse período, lideranças indígenas e antropólogos brasileiros continuaram a militar e atuar pela instituição do Memorial dos Povos Indígenas em seu projeto original. O prédio foi usado em 1997 para velar o corpo do indígena Galdino Jesus dos Santos, que foi brutalmente assassinado por um grupo de jovens brasilienses na noite do dia 20 de abril daquele ano. 
Apenas em março de 1995, o Governo Federal devolve ao Governo Distrital o espaço, que começa a receber obras para retomada do espaço. No dia do Índio daquele ano, representantes das tribos Karajá, Kuikuro, Terena e Xavante fizeram uma cerimônia de retomada do local, com a presença de Darcy Ribeiro, um dos idealizadores do espaço.
Nesta ocasião, Darcy Ribeiro, Berta Ribeiro e Eduardo Galvão doaram para o Memorial, uma coleção de, aproximadamente, 368 objetos indígenas coletados durante a década de 1950, durante mais de quarenta anos de pesquisa etnográfica feitas em diversas comunidades indígenas no interior do Brasil. 
Mas o espaço continuou parcialmente abandonado até 1999, quando acontece a reabertura definitiva no dia 16 de abril, com uma cerimônia que contou com a presença de 55 índios do Alto Xingu, o chefe Aritana Yawalapiti e outras lideranças indígenas e locais como o governador Joaquim Roriz. Por seu empenho pessoal pela abertura do espaço e por sua liderança, Aritana recebeu a Grã-Cruz da Ordem do Mérito, a mais alta condecoração do Distrito Federal.
Em 2020, mais de 31 mil pessoas visitaram o museu, tendo uma média de 2.500 visitantes por mês.

### Cerimônias indígenas no prédio
Quando da finalização da obra do prédio em 1987, foram convocadas duas grandes lideranças indígenas, os Pajés Sapaim Kamaiurá e Preporí Cayabi que realizaram um ritual de proteção no museu. Esse ritual configurava a invocação de um espírito denominado Mamaé Catuité que deveria proteger o espaço até que ele retomasse sua função inicial que era abrigar um museu indígena. 
Quando ocorreu a mudança administrativa, em março de 1995, os gestores convidaram o pajé Sapaim foi convidado a vir retirar o espirito de Mamaé Catuité que guardou o espaço até então. Mesmo após essa retomada simbólica do espaço feita com a presença das lideranças no ano de 1995, o Memorial permaneceu em desuso e fechado durante quatro anos. 

Quando de sua inauguração efetiva como Memorial dos Povos Indígenas, em 16 de abril de 1999, 55 índios do Alto Xingu, liderados pelo chefe Aritana Yawalapiti e outros chefes indígenas de diversas etnias realizaram um ritual para comemorar a reabertura do prédio como Memorial dos Povos Indígenas. A intenção era que a cerimônia marcasse o pertencimento dos prédios a todas as tribos brasileiras.

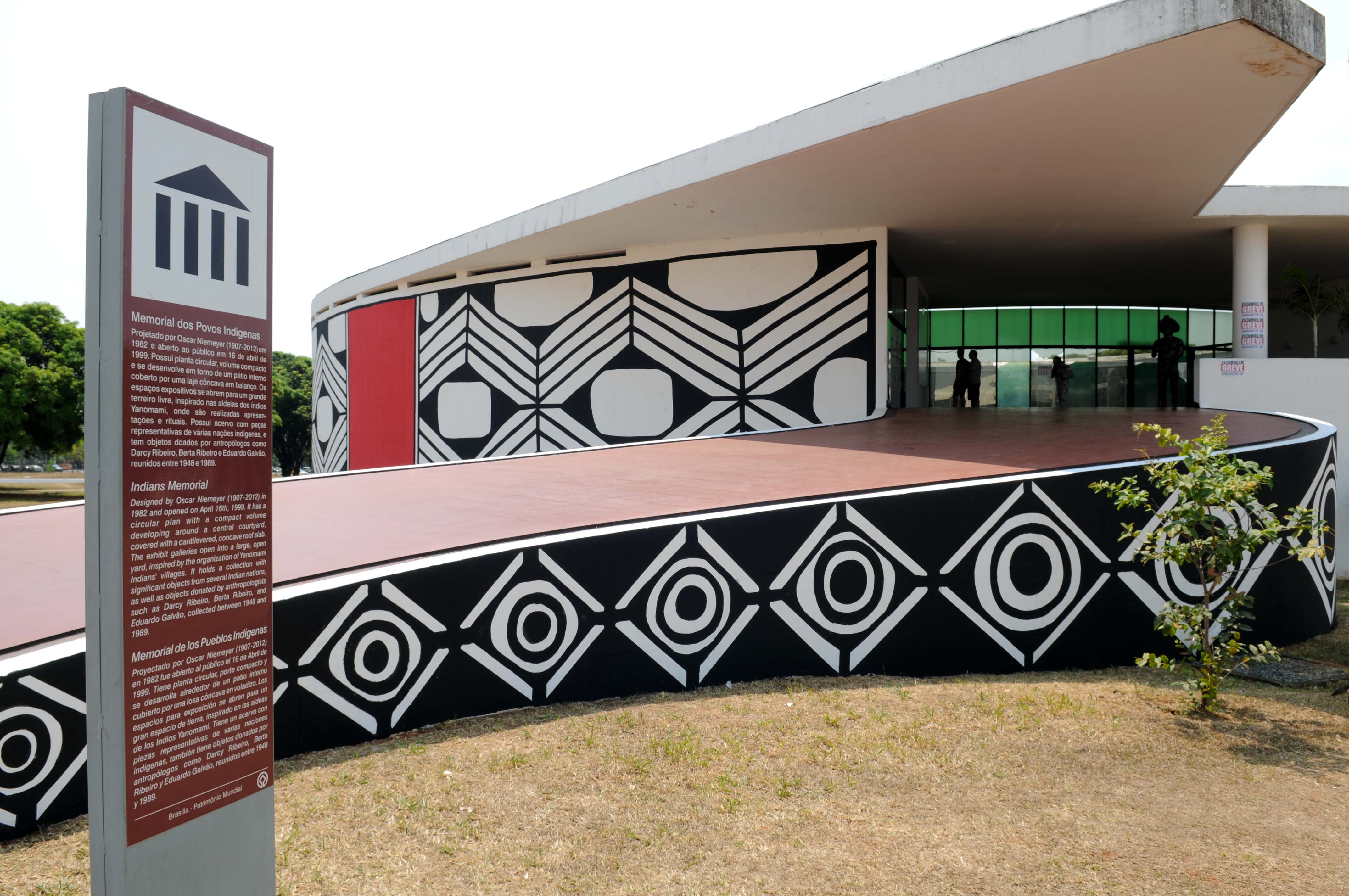
Arte indígena feita nas paredes em 2015.

## Arquitetura
A estrutura do MPI é comparada a uma taba modernista, inspirado em seu mestre, o francês Le Corbusier, Niemeyer, trouxe a leveza da curva ao concreto, que seu mentor insistia ser reto. Exemplo disto é o prédio do Memorial, um edifício circular inspirado na taba dos povos Yanomami, com apenas uma água contínua, aberta por fora.
O Museu do Índio compreende uma construção circular com 70 metros de diâmetro, com salas abrindo para um grande pátio interior. A área plana útil do museu é de apenas 792 m2 e o restante é de área descoberta, destinada a jardins, e de rampas, pois o formato interno do prédio é em caracol.
A estrutura em concreto armado, formado por uma galeria curva e em declive (área expositiva e auditório), na parte interna do memorial é revestida por vidro que permite uma visão da arena interna, atualmente utilizada para apresentações e rituais indígenas. A área construída é de aproximadamente 1600 metros quadrados.

### Espaços

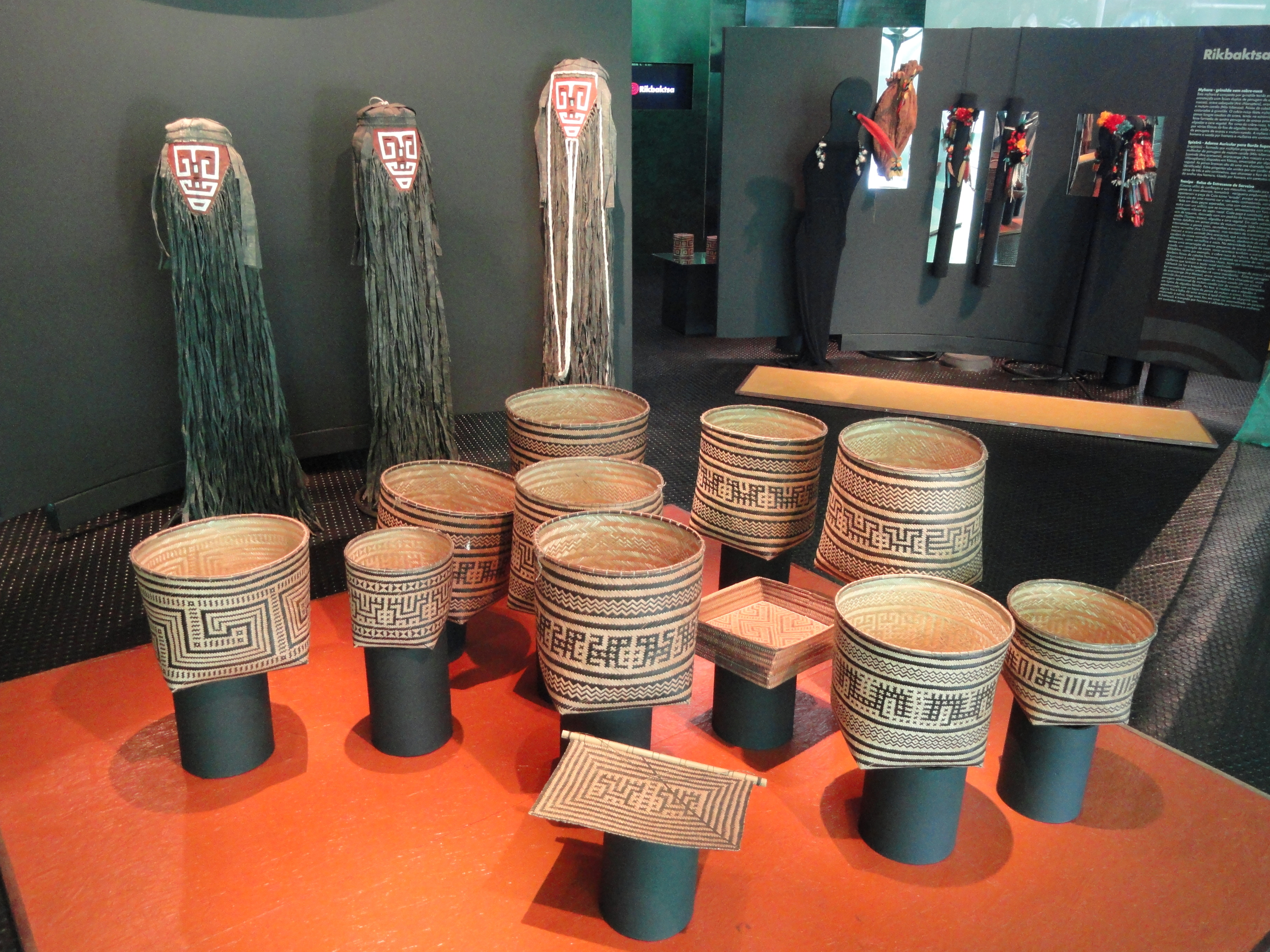
Exposição de peças dos povos Wayana-Aparaí.

O museu conta com um espaço de exposições, um laboratório de restauro, um telecentro, com nome oficial de Estação Digital Mário Juruna, voltado a inclusão digital e pesquisas, um espaço para realização de eventos com capacidade para 300 pessoas e um jardim externo tem capacidade para 1.000 pessoas, além da arena para rituais indígenas.

## Tombamento
O memorial foi tombado pelo Instituto do Patrimônio Histórico e Artístico Nacional (IPHAN) em 2007, ano em que o arquiteto Oscar Niemeyer completou cem anos de idade.

## Acervo

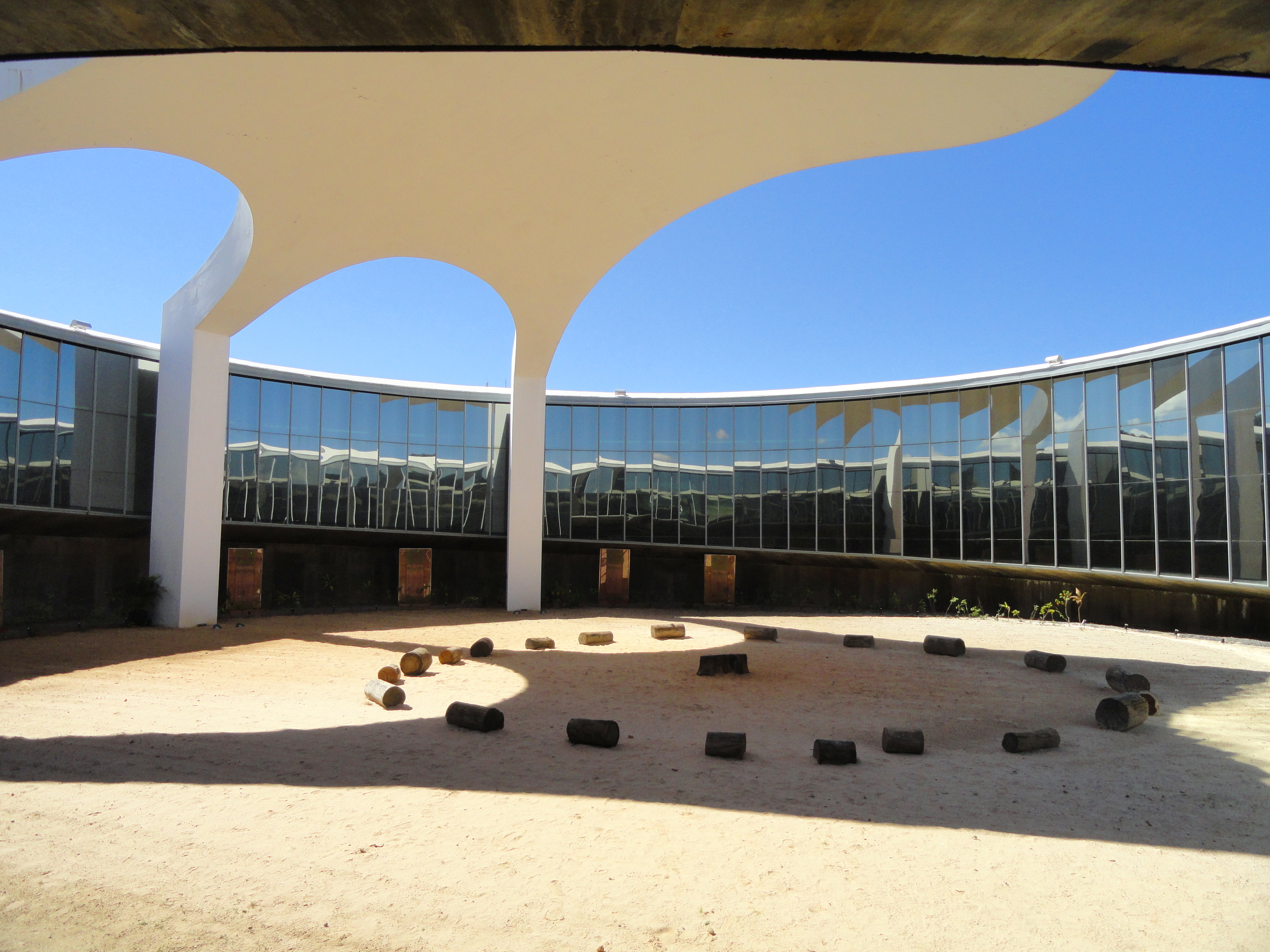
Vista interna do memorial

O Memorial tem cerca de 380 obras, peças representativas de vários povos brasileiros, como exemplares das coleção de Berta Gleizer Ribeiro e Darcy Ribeiro, Eduardo Galvão, Orlando Villas-Boas e outros pesquisadores, incluindo a arte plumária dos Urubu-Kaapor, bancos de madeira dos Yawalapiti, Kuikuro e Juruna, máscaras e instrumentos musicais do Alto Xingu e Amazonas.

## Gestão
De acordo com o Diário Oficial do Distrito Federal, Sandra Inga Wellington foi nomeada para exercer o Cargo em Comissão, de Gerente da Gerência do Museu dos Povos Indígenas, da Diretoria de Patrimônio Histórico e Artístico, da Secretaria de Estado de Cultura e Economia Criativa do Distrito Federal, nos dias 01 de Fevereiro de 2003 e 12 de Fevereiro de 2007, comprovando que foi a primeira gestora do Memorial dos Povos Indígenas.
No dia 09 de maio de 2007, Marcos Terena assumiu a direção do memorial dos Povos Indígenas. Era a primeira vez que um índio administrava o memorial. A posse ocorreu na data em que se comemora o Dia Internacional dos Povos Indígenas: 9 de agosto. Terena passou a ser o principal responsável pelo acervo, que, entre outras preciosidades, guarda a coleção de peças indígenas do ex-senador e antropólogo Darcy Ribeiro, adquiridas durante suas viagens à Amazônia e em outras expedições pelo país.
Marcos Terena assumiu o memorial sem orçamento preestabelecido, mas "com disposição de viabilizar o melhor funcionamento do museu". Segundo Marcos Terena, suas ações iniciais seriam no sentido de buscar parcerias com outras entidades. "Há uma demanda grande de pessoas que querem patrocinar eventos interculturais no espaço", adiantou.